# Menoko
Menoko is een geslacht van kevers uit de familie  
kniptorren (Elateridae).
Het geslacht is voor het eerst wetenschappelijk beschreven in 1976 door Kishii.

## Soorten
Het geslacht omvat de volgende soorten:
- Menoko alpense Kishii, 1987
- Menoko difficile (Lewis, 1894)
- Menoko kawaharai (Kishii, 1993)
- Menoko nigrum Kishii, 1985
- Menoko nitida (Fleutiaux, 1902)
- Menoko ozakii (Ôhira, 1995)
- Menoko pallidula Kishii, 1976
- Menoko pirika Kishii, 1994
- Menoko tanagami Kishii, 1985
- Menoko tsutsumiuchii (Ôhira, 2006)